# Bartholomeus van Capua
Bartholomeus van Capua (Capua, 24 augustus 1248 – Napels, 1328) was een rechtsgeleerde in het koninkrijk Napels tijdens de Middeleeuwen. Zijn werken bestaan als zodanig niet meer doch werden meermaals hernomen in latere juridische geschriften. Bartholomeus was staatssecretaris en diplomaat in dienst van koning Karel II van Napels en kreeg van deze laatste de titel van heer van Capua.

## Levensloop
Zijn familie woonde in Capua, in het koninkrijk Napels, en had meerdere juristen voortgebracht. In 1278 doctoreerde Bartholomeus in de rechten aan de universiteit van Napels. Hij doceerde rechten aan dezelfde universiteit tot het jaar 1289. Als hoogleraar bood hij reeds zijn diensten aan aan koning Karel I van Anjou. 
Vanaf 1289 trad hij in dienst van het hof van diens zoon, Karel II. In 1290 benoemde Karel II hem tot protonotarius van het koninkrijk, wat hem de hoogste ambtenaar maakte. Bartholomeus mocht zelf twee vice-protonotarii benoemen. Bartholomeus hield zich bezig met de onderhandelingen tussen Karel II en het koninkrijk Sicilië en de Heilige Stoel. Als gevolg van de dure oorlogen van Karel II behandelde Bartholomeus de schulden van Karel II. In 1296 beloonde Karel II hem met het ambt van logotheta, wat overeenkomt met staatssecretaris. Bartholomeus volgde hiermee Sparano van Bari op, die overleden was. Hij behoorde tot de kleine kring van adviseurs rond Karel II.
Bartholomeus reisde naar Sicilië en naar Frankrijk, meer bepaald naar de abdij van Saint-Germain-des-Prés in opdracht van Karel II. In Parijs ontmoette hij Filips IV. Het langst verbleef hij als ambassadeur aan het pauselijk hof in Rome. Paus Celestinus V benoemde hem tot apostolisch protonotaris aan zijn eigen hof. Bartholomeus was geen geestelijke en kreeg toch dit ambt. Bartholomeus bleef trouw in dienst van het Huis Anjou in Napels. Hij overlegde met paus Bonifatius VIII wanneer deze bemiddelde tussen het Huis Anjou en het Huis Aragon in Sicilië. Pas in 1302 gaf Karel II zijn aanspraken op het koninkrijk Sicilië op, in het Verdrag van Caltabellotta.
Koning Karel II schonk Bartholomeus een lange lijst van heerlijkheden, titels, huizen en landgoederen in en rond Capua. Bartholomeus was heer van Capua zelf. Hij schonk steun en geld aan diverse godshuizen, kapellen en kloosters in de streek. Hij kende Thomas van Aquino en heeft na diens dood in Rome gunstig gepleit voor de heiligverklaring.
In zijn juridisch werk behandelde Bartholomeus de complexe situatie van de koning van Sicilië die leenman was van de paus.
Vanaf 1307 kreeg Bartholomeus hulp van een van zijn zonen die tot protonotarius benoemd was. Doch Bartholomeus overleefde zijn zoon, die stierf in 1312. In 1328 stierf Bartholomeus. Op zijn graf in de kathedraal van Napels stond summus atleta regni of de grootste atleet van het koninkrijk.